# Nogueira (Viana do Castelo)

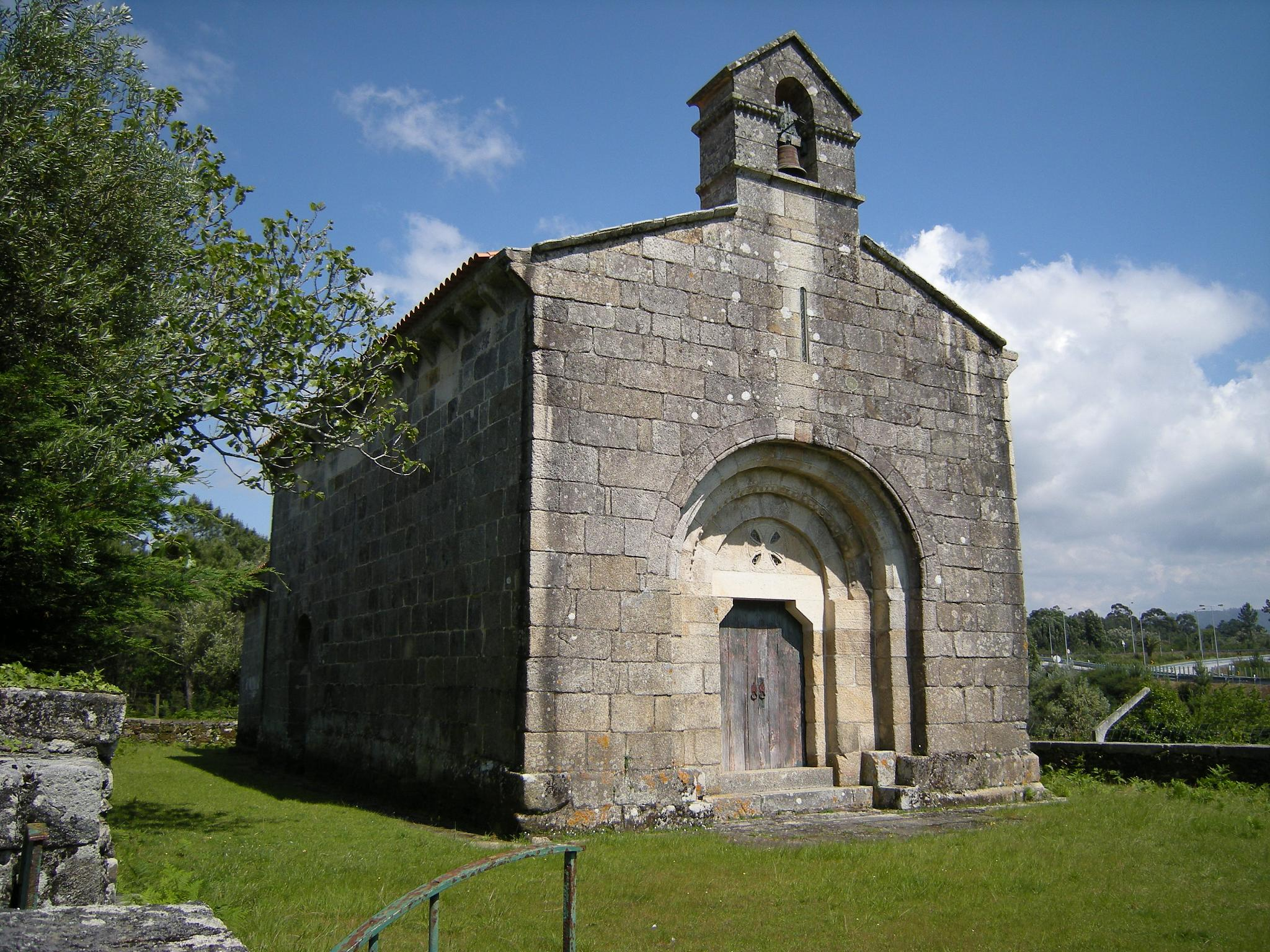
Kirche des São Cláudio von Nogueira

Nogueira ist ein Ort und eine ehemalige Gemeinde (Freguesia) im nordportugiesischen Kreis Viana do Castelo der Unterregion Minho-Lima.
 Die Gemeinde hatte 922 Einwohner (Stand 30. Juni 2011).
Am 29. September 2013 wurden die Gemeinden Nogueira, Meixedo und Vilar de Murteda zur neuen Gemeinde União das Freguesias de Nogueira, Meixedo e Vilar de Murteda zusammengeschlossen. Nogueira ist Sitz dieser neu gebildeten Gemeinde.